# Сінґтам
Сінґтам (англ. Singtam, неп. সিংতম) — місто в окрузі Східний Сіккім індійського штату Сіккім. Станом на 2001 рік населення міста становило 5431 мешканців, 56 % чоловіків та 44 % жінок. Середній рівень грамотності (здатності читати) становив 71 %, у порівнянні з 59,5 % у країні; 12 % населення до 6 років.
| Індія | Це незавершена стаття з географії Індії. Ви можете допомогти проєкту, виправивши або дописавши її. |

1. ↑  Census of India 2011 (Sikkim): (North, West, South and East Districts) Primary Census Abstract — Office of Registrar General & Census Commissioner of India.